# Карпов, Валерий Николаевич
Вале́рий Никола́евич Ка́рпов (10 февраля 1939, Буинск (Татарстан) — 28 апреля 1998, Казань) — шахматный композитор.

## Достижения
Мастер спорта СССР с 1972 г.
Мастер ФИДЕ с 1990 г.
В 1961—1986 гг. опубликовал свыше 380 задач разных жанров.
Тридцать композиций были удостоены первых призов.
Чемпион России.
Трёхкратный чемпион СССР по шахматной композиции в составе сборной России.
Тринадцать композиций автора включены в «Альбомы ФИДЕ».
Свыше 200 задач казанского мастера отмечены призами, почетными и похвальными отзывами.
Валерий Николаевич начинал свой творческий путь, как и многие проблемисты, с решения шахматных композиций.
Первую задачу составил в 1961 году и опубликовал в журнале «Шахматы в СССР». А уже через несколько лет В. Карпов стал ведущим шахматным проблемистом страны.
Его произведениям присуждали высшие отличия практически все известные в мире издания по композиции. Он вел большую переписку с коллегами в России и за рубежом, благо владел многими иностранными языками, организовывал и судил международные и всероссийские турниры.

## О человеке
Уверен, многие композиторы с благодарностью будут вспоминать этого замечательного, доброго человека.
Первые уроки шахматного искусства я также получал у Валерия Николаевича. Обладая педагогическим даром и особым тактом, он постоянно направлял меня на самостоятельную тропинку творчества.
Никогда не забуду первой встречи с учителем. В просторной комнате, заставленной книгами, которые были везде — в книжных шкафах, на подоконнике, на стульях, диване — за большим столом сидел… в инвалидной коляске Валерий Николаевич и улыбался мне навстречу…
Да, он был веселым, жизнерадостным человеком. Всегда общался легко, свободно. Словно и не было того рокового дня, когда боль приковала… Последние годы занимался и медициной, наверное, чтобы найти новые способы лечения и вернуть людям надежду.
Никогда не жаловался и ни о чём не просил… Что поддерживало в жизни? Семья, родные, близкие, коллеги. Его все очень любили, гордились и восхищались талантом. И, конечно, объединяло, стимулировало занятие композицией. В тот памятный день он в который раз взял одну из книг и волшебным образом извлек из неё оригинальные, испытанные временем дорожные шахматы, фигуры в которых размещались в маленьких кармашках, словно ребенок у мамы-кенгуру.
Я слушал мастера, наслаждался ею произведениями и мы были, наверное, самыми счастливыми людьми на свете.
В моем сердце, в памяти Валерий Николаевич навсегда останется живым человеком, который ежедневно совершает подвиг в жизни и творчестве. И верится, что совершится чудо и все умершие нам напомнят о себе…

Из книги «Поле чудес — 64». Автор Леонид Ярош.